# 385 Ilmatar
385 Ilmatar è un asteroide della fascia principale del diametro medio di circa 91,53 km. Scoperto nel 1894, presenta un'orbita caratterizzata da un semiasse maggiore pari a 2,8476974 UA e da un'eccentricità di 0,1264063, inclinata di 13,56360° rispetto all'eclittica.
Il suo nome è dedicato all'omonima figura della mitologia finlandese, figlia dell'aria, e grazie a cui nacquero la Terra, il Sole e tutto il firmamento.